# Alcis papuensis
Alcis papuensis là một loài bướm đêm trong họ Geometridae.